# Michel Weber
Michel Weber (Bruxelles, 5 agosto 1963) è un filosofo belga, conosciuto come interprete di Alfred North Whitehead e come rappresentante della filosofia del processo.
Weber critica la filosofia contemporanea per aver perso il contatto con le sue radici greche. La filosofia ha una missione concreta (radicata nel discorso socratico) mirata nel ripristinare il benessere personale e sociale, ma non può fare questo, egli afferma, se si rinuncia all'obbligo metafisico tradizionale (radicata nella filosofia presocratica) per capire il cosmo. Weber ritiene che la filosofia del processo sia unicamente qualificata per svolgere questa doppia funzione nel mondo post-moderno.

## Biografia
Dopo gli studi in ingegneria industriale, completati nel 1986  presso il Saint-Louis University di Bruxelles, si trasferì a studiare filosofia presso l'Université catholique de Louvain. Dopo la laurea nel 1991, ha iniziato il suo dottorato di ricerca sul principio antropico e la teleologia nella filosofia di Aristotele, Tommaso d'Aquino e di Immanuel Kant, che completò nel 1997. Negli anni 1993-1995 ha studiato con John B. Cobb e David Ray Griffin presso il Center for Process Studies in Claremont. La sua tesi di dottorato si occupa della filosofia tarda di Whitehead.
Dal 1997 al 2007 Weber era docente di filosofia presso l'Université catholique de Louvain. Durante questo periodo, ha creato una rete di attività per promuovere il pensiero di processo nella filosofia. Questi attività includono una serie di conferenze e diverse pubblicazioni periodiche.

## Opere
1. La Dialectique de l'intuition chez A. N. Whitehead: sensation pure, pancréativité et contiguïsme. Préface de Jean Ladrière. Mémoire couronné par la Classe des Lettres et des Sciences morales et politiques de l'Académie Royale de Belgique, Frankfurt / Paris, Ontos Verlag, 2005 (ISBN 3-937202-55-2).
2. Whitehead's Pancreativism. The Basics. Foreword by Nicholas Rescher, Frankfurt / Paris, Ontos Verlag, 2006 (ISBN 3-938793-15-5).
3. L'Épreuve de la philosophie. Essai sur les fondements de la praxis philosophique, Louvain-la-Neuve, Éditions Chromatika, 2008 (ISBN 978-2-930517-02-5).
4. Éduquer (à) l'anarchie. Essai sur les conséquences de la praxis philosophique, Louvain-la-Neuve, Éditions Chromatika, 2008. (ISBN 978-2-930517-03-2).
5. (with Jean-Claude Dumoncel) Whitehead ou Le Cosmos torrentiel. Introductions à Procès et réalité, Louvain-la-Neuve, Éditions Chromatika, 2010 (ISBN 978-2-930517-05-6).
6. Whitehead's Pancreativism. Jamesian Applications, Frankfurt / Paris, ontos verlag, 2011 (ISBN 978-386838-103-0).
7. Essai sur la gnose de Harvard. Whitehead apocryphe, Louvain-la-Neuve, Les Éditions Chromatika, 2011 (ISBN 978-2-930517-26-1).
8. De quelle révolution avons-nous besoin ?, Paris, Éditions Sang de la Terre, 2013. (ISBN 978-2-86985-297-6)
9. Ethnopsychiatrie et syntonie. Contexte philosophique et applications cliniques, La-Neuville-Aux-Joûtes, Jacques Flament Éditions, 2015. (ISBN 978-2-36336-210-0)
10. Petite philosophie de l’Art Royal. Analyse de l’alchimie franc-maçonne, Louvain-la-Neuve, Éditions Chromatika, 2015. ISBN 978-2-930517-48-3
11. The Political Vindication of Radical Empiricism. With Application to the Global Systemic Crisis, Claremont, Ca., Process Century Press, 2016. ISBN 978-1-940447-12-4
12. Pouvoir, sexe et climat. Biopolitique et création littéraire chez G. R. R. Martin, Avion, Éditions du Cénacle de France, 2017. (ISBN 978-2-916537-22-1)

## Editore
1. After Whitehead: Rescher on Process Metaphysics, Ontos, Frankfurt / Paris 2004, ISBN 978-3-937202-49-5
2. Handbook of Whiteheadian Process Thought. 2 Bände, Ontos, Frankfurt / Paris 2009, ISBN 978-3-938793-92-3 (mit: Will Desmond)

### Chromatikon yearbook (10 volumes to date)
1. Michel Weber (under the direction of) and Diane d'Eprémesnil (with the collaboration of), Chromatikon I, 2005.
2. Michel Weber and Pierfrancesco Basile (under the direction of), Chromatikon II, 2006.
3. Michel Weber and Pierfrancesco Basile (under the direction of), Chromatikon III, 2007.
4. Michel Weber and Pierfrancesco Basile (under the direction of), Chromatikon IV, 2008.
5. Michel Weber and Ronny Desmet (under the direction of), Chromatikon V, 2009.
6. Michel Weber and Ronny Desmet (under the direction of), Chromatikon VI, 2010.
7. Michel Weber and Ronny Desmet (under the direction of), Chromatikon VII, 2011.
8. Michel Weber and Ronny Desmet (under the direction of), Chromatikon VIII, 2012.
9. Michel Weber and Vincent Berne (under the direction of), Chromatikon IX, 2013.
10. Michel Weber and Vincent Berne (under the direction of), Chromatikon X, 2014.